# Deparia tenuifolia
Deparia tenuifolia är en majbräkenväxtart som först beskrevs av Kirk, och fick sitt nu gällande namn av Masahiro Kato. Deparia tenuifolia ingår i släktet Deparia och familjen Athyriaceae. Inga underarter finns listade.